# Fernando Lazcano Echaurren

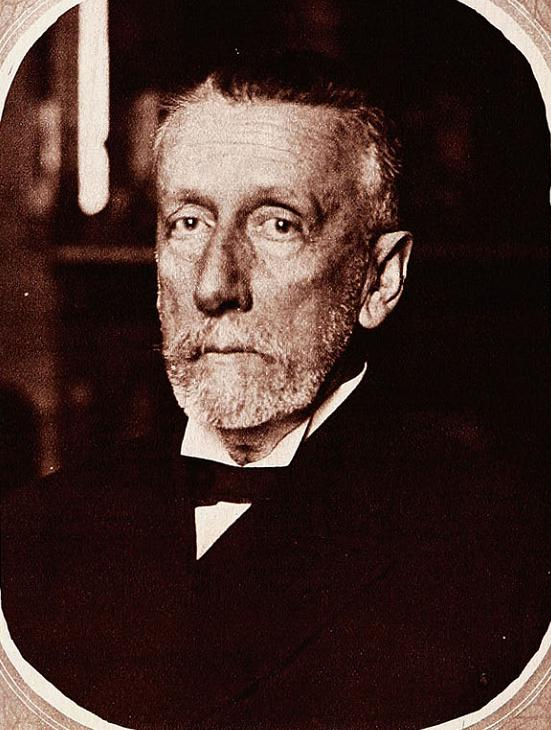
Fernando Liborio Lazcano Echaurren (1847-1920)

Fernando Liborio Lazcano Echaurren (Santiago 22 juli 1847 - aldaar 1 augustus 1920) was een Chileens advocaat, landeigenaar en politicus.
Hij was de jongste van de tien kinderen van minister van Onderwijs Fernando Lazcano Mujica (1810-1886) en Dolores Echaurren Larrain. Hij volgde onderwijs aan het Colegio San Ignacio en het Instituto Nacional en studeerde rechten aan de Universiteit van Chili. In 1871 behaalde hij een graad in de rechtswetenschap. In 1873 trad hij in het huwelijk met Emilia Errázuriz Echaurren, de zuster van president Federico Errázuriz Echaurren bij wie hij zeven kinderen kreeg.
Lazcano was lid van de Kamer van Afgevaardigden voor de Partido Liberal (1873-1879; 1891-1894) en de Senaat (1894-†; vicevoorzitter 1894 en voorzitter 1897, 1900, 1903 en 1919). Bij de presidentsverkiezingen van 1906 was hij kandidaat voor de conservatief-liberale Coalición (Coalitie). Hij moest het bij die verkiezingen echter afleggen tegen Pedro Montt van de Alianza Liberal.

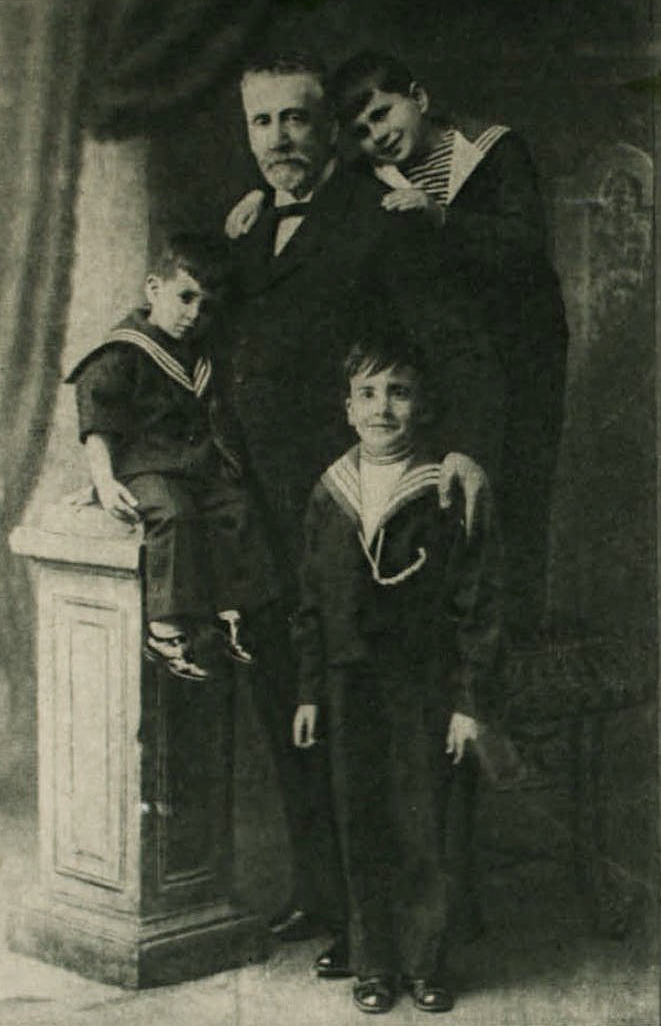
Fernando Lazcano met kleinkinderen (1919)

Fernando Lazcano was een vermogend man en een eigenaar van uitgebreide landerijen. Hij overleed tijdens zijn werkzaamheden als senator.